# أسطفان اليتيم
أسطفان المجري (بالمجرية: Utószülött István)‏ أو أسطفان اليتيم (1236 - 1271)؛ هو ابن أندراس الثاني ملك المحر وزوجته الثالثة بياتريس دي إستي، كان يعتبر أخ غير شرعي من قبل أخوته الكبار بما في ذلك الملك بيلا الرابع، وبذلك لم يُسمح له بأخذ إيراداته السنوية من المجر التي سيحصل عليها كأي ابن ملك مجري.
نشأ أسطفان في البندقية بعد أن رفض عم والدته ماركيز فيرارا طلب لجوءهما في بلاطه، بذلك لجأت إلى جمهورية البندقية التي كانت في حالة حرب مع المجر، ولكن مع الصلح 1244 بين البندقية والمجر، وعدت البندقية الملك بيلا الرابع بعدم دعم أسطفان ووالدته في أي إجراء ضد الملك المجري، تزوج لأول مرة من أرملة تدعى إيزابيلا ترافيرسني والتي أنجبت له ابن توفي صغيراً يُدعى أسطفان أيضًا، ثم تزوج من توماسينا موروسيني التي انجبت له ابناً يُدعى أندراس الذي أصبح ملك المجر وبعد وفاة الملك لازلو الرابع في 1290؛ بذلك يكون أخر شخص في سلالة أرباد.